# Barbus atromaculatus
Barbus atromaculatus är en fiskart som beskrevs av Nichols och Griscom, 1917. Barbus atromaculatus ingår i släktet Barbus och familjen karpfiskar. IUCN kategoriserar arten globalt som livskraftig. Inga underarter finns listade.